# Документальна література
Документальна література (англ. non-fiction), нехудожня література — особливий літературний жанр, для якого на відміну від художньої літератури характерна побудова сюжетної лінії винятково на реальних подіях. Документальну літературу ще називають документалістикою, документальною прозою, літературою факту.
Документальна література заснована на спогадах очевидців, документах. Також можуть використовуватися спогади самого автора. При цьому авторська точка зору проявляється у відборі та структуруванні матеріалу, а також в оцінці подій. У документальній прозі широко використовується публіцистичний стиль.
Від журналістики (репортажу, нарису) документальна література відрізняється великим періодом часу, що пройшов з часу описуваних подій, а також великим обсягом. Від науково-історичних досліджень документальна проза відрізняється відтворенням яскравої, живої картини подій і психологічного вигляду людей.
У Українській літературній енциклопедії подано таке визначення:
«Документальна література, документалістика — твори художньо-публіцистичних, науково-художніх і художньо-документальних жанрів, в основу яких покладено документальні матеріали, подані повністю або частково чи відтворені у вигляді вільного викладу».